# Movimenti (film)
Movimenti è un film del 2004 diretto da Claudio Fausti e Serafino Murri.

## Trama
Roma. Un gruppo di amici trentacinquenni: Marcello, la sua compagna Cate, Hoss e Gabo, che vestiti in frac, si muovono da una parte all'altra della città senza una meta precisa fino alle luci del mattino in una specie di rito insonne che definiscono  «serata bastarda»: alcool, discorsi sul senso della vita, incontri casuali, peregrinazioni improvvise. I loro movimenti si intrecciano a quelli dei due fratellastri Tommi e Andrea, entrambi in cerca del padre che conoscono a malapena, quella del cantante jazz squattrinato Luca, e quella del poeta Alex che attende l'oscuro amico "El Fantasma" con la sua fidanzata Carmen. Ma dietro la ricerca di euforia del gruppo, si nascondono vite normali e piene di problemi: il lavoro, una gravidanza inattesa, figli a cui badare, genitori in prigione. Situazioni che verso l'alba si ripresentano tali e quali.

## Produzione
Prodotto e distribuito dalla Pablo Film di Gianluca Arcopinto, il film è stavo sviluppato in oltre due mesi di laboratorio con gli attori e la sceneggiatura fonde i dialoghi scritti con il risultato di improvvisazioni controllate. L'opera è stata definito dagli autori come «Sei microstorie di utopia strampalata raccontate con una struttura jazzistica, in cui ciascuno può partire per il suo assolo, ma in perfetta sintonia con gli altri. In modo da rendere, più che una storia, un'atmosfera». Le riprese sono state effettuate con tre macchine da presa libere di rubare i movimenti e le espressioni dei volti degli attori, secondo uno schema di ripresa ispirato apertamente all'estetica di John Cassavetes.

## Riconoscimenti
- Migliore Regia al Festival di Gallio 2004